# Freeman Freeman-Thomas, 1. markýz z Willingdonu
George Freeman Freeman-Thomas, 1. markýz z Willingdonu (George Freeman Freeman-Thomas, 1st Marquess of Willingdon, 1st Earl of Willingdon, 1st Viscount Willingdon and Ratendone, 1st Baron Willingdon) (12. září 1866, Eastbourne, Anglie – 12. srpna 1941, Londýn, Anglie) byl britský státník. Díky sportovním aktivitám byl již od studií přítelem královské rodiny, v roce 1910 s titulem barona vstoupil do Sněmovny lordů. Po nižších funkcích u dvora, státní správě a koloniích se dostal k nejvyšším funkcím ve správě britského koloniálního impéría, byl generálním guvernérem v Kanadě (1926–1931) a místokrálem v Indii (1931–1936). Za zásluhy získal tituly hraběte (1931) a markýze z Willingdonu (1936).

## Životopis
Byl jediným synem poslance Freemana Thomase (1838–1868), za studií v Etonu a v Cambridge vynikl jako hráč kriketu. V roce 1892 přijal příjmení Freeman-Thomas, téhož roku se oženil s Mary Brassey (1875–1960), dcerou 1. hraběte Brasseye. Kariéru zahájil jako pobočník svého tchána, guvernéra australské provincie Victoria (1897–1900). Po návratu do Británie byl za Liberální stranu členem Dolní sněmovny (1900–1910), krátce zastával post lorda pokladu (1905–1906). Patřil k přátelům Jiřího V., s nímž hrával tenis, v roce 1910 byl povýšen na barona Willingdona a povolán do Sněmovny lordů, v letech 1911–1913 byl královským komořím. Poté zastával funkce v koloniích, byl guvernérem v Bombaji (1913–1918) a v Madrasu (1919–1924). Po krátké diplomatické misi povýšen na vikomta (1924).
V letech 1926-1931 byl generálním guvernérem v Kanadě. Do doby jeho úřadování v Kanadě spadá prosazování stále širší nezávislosti Kanady na Británii, což bylo stanoveno imperiální konferencí konanou po první světové válce. Willingdon za této nové situace nebyl již faktickým místodržitelem, ale jen reprezentantem britské koruny, přičemž v politických záležitostech byl podřízen kanadským ministrům a nikoli pokynům londýnské vlády. Jako řada jeho předchůdců, tak i Willingdon trval na podrobném poznání země, což jej vedlo k neustálému cestování a jako první kanadský generální guvernér tak činil letecky. Jeho funkční období v Kanadě skončilo 4. dubna 1931, načež odcestoval do Indie, kde byl jmenován místokrálem a generálním guvernérem o dva týdny později. V roce 1931 byl též jmenován členem Tajné rady a získal titul hraběte. I později se však zajímal o dění v Kanadě, protože zemi opustil zmítanou důsledky světové hospodářské krize. V Indii pak musel čelit složitým politickým problémům v oblasti lidských práv (v této sféře se silně angažovala jeho manželka, která vůbec Willingdona podporovala po celou jeho kariéru). Předním indickým politikem byl již v této době Mahátma Gándhí. Post indického místokrále opustil Willingdon přesně po pěti letech (18. dubna 1936).
Po návratu z Indie byl povýšen na markýze (1936) a v letech 1936–1941 zastával čestný post lorda strážce pěti přístavů.
Starší syn George Freeman-Thomas (1893–1914) padl jako poručík za první světové války, mladší syn Iñigo Brassey Freeman-Thomas (1899-1979) byl druhým a posledním markýzem z Willingdonu.